# Jane Lưu
Jane Lưu (tên tiếng Anh Jane X. Luu, tên tiếng Việt Lưu Lệ Hằng) là một nhà thiên văn học người Mỹ gốc Việt sinh năm 1963. Năm 1992, sau nhiều năm tìm kiếm, bà cùng đồng nghiệp và là thầy hướng dẫn David Jewitt đã khám phá ra vật thể đầu tiên trong vành đai Kuiper. Nhờ những nghiên cứu sau đó về vành đai Kuiper mà hai người cùng với Michael E. Brown đã được trao giải thưởng Kavli năm 2012 của Na Uy trong lĩnh vực thiên văn vật lý. Hai người cũng được trao giải Shaw năm 2012 về lĩnh vực thiên văn học. Từ năm 1994, bà là giảng sư khoa thiên văn học tại Đại học Harvard, là một đại học danh tiếng ở Hoa Kỳ và hiện làm việc tại Phòng thí nghiệm Lincoln tại Viện Công nghệ Massachusetts, một viện đại học danh tiếng khác.

## Tuổi trẻ
Lưu Lệ Hằng sinh năm 1963 ở miền nam Việt Nam, lớn lên tại Sài Gòn. Cha bà là một thông dịch viên làm việc cho quân đội Hoa Kỳ. Ông đã dạy bà học tiếng Pháp khi còn nhỏ và nó trở thành nền tảng cho việc học tiếng Anh của bà sau này.
Trong sự kiện 30 tháng 4 năm 1975, Lưu cùng gia đình di tản ra khỏi Việt Nam và tị nạn vào Hoa Kỳ. Sau khi ở trại tị nạn khoảng một tháng rưỡi, bà cùng gia đình đã đến tiểu bang Kentucky do họ có một vài người họ hàng ở đó. Trong chuyến thăm Jet Propulsion Laboratory đã thúc đẩy bà quyết định chọn ngành thiên văn học cho nghề nghiệp của mình. bà thi đậu vào Viện Đại học Stanford và tốt nghiệp cử nhân vật lý năm 1984.

## Đồng khám phá ra thiên thể trong vành đai Kuiper
Khi làm nghiên cứu sinh tại Viện Đại học California-Berkeley và Viện Công nghệ Massachusetts, bà làm việc dưới sự hướng dẫn của David C. Jewitt. Năm 1992, sau 5 năm quan sát, họ đã tìm thấy thiên thể đầu tiên trong vành đai Kuiper nhờ sử dụng kính thiên văn 2,2 mét của Viện Đại học Hawaii nằm ở Đài quan sát Mauna Kea, và nhờ đó đã thấy ra vành đai này với khoảng 70 ngàn thiên thạch (Kuiper Belt object, viết tắt KBO, hay còn gọi là Thiên thể ngoài Hải Vương Tinh) Ký hiệu của thiên thể này là (15760) 1992 QB1, mà bà và Jewitt đặt cho nó là "Smiley". khám phá này là một bước tiến lớn trong việc tìm hiểu lịch sử hình thành Hệ Mặt Trời.
Về các thiên thạch trong vành đai Kuiper, giảng sư Lưu phát biểu:
"Chúng tôi đã kiếm thấy có hàng triệu thiên thạch ngoài đó, bên mép rìa Thái Dương Hệ, trong vành đai Kuiper giống như hành tinh Diêm Vương Tinh vậy.... Khám phá này làm hoàn toàn thay đổi quan niệm của chúng ta về định nghĩa hành tinh là gì."
Năm 1991, Lưu nhận Giải thưởng Annie J. Cannon trong Thiên văn học từ Hội thiên văn học Hoa Kỳ. Năm 1992, bà nhận bằng tiến sĩ tại Viện Kỹ thuật Massachusetts, và nhận học bổng Hubble của Viện Đại học California-Berkeley. Tiểu hành tinh 5430 Luu được đặt theo tên của bà để vinh danh.

## Sự nghiệp
Sau khi nhận bằng tiến sĩ, Lưu làm giảng sư tại Đại học Harvard. bà cũng đã làm giảng sư tại Viện Đại học Leiden ở Hà Lan. Sau khi làm việc ở châu Âu, Lưu trở lại Hoa Kỳ và làm nhân viên kỹ thuật ở Phòng thí nghiệm Lincoln tại MIT.
Tháng 12 năm 2004, Luu và Jewitt thông báo họ tìm ra tinh thể băng nước trên tiểu hành tinh Quaoar, vật thể lớn nhất trong vành đai Kuiper được biết đến vào thời gian đó. Họ cũng thấy sự có mặt của amonia hydrat. Trong công bố, họ giả thuyết rằng những tinh thể băng được hình thành bên dưới bề mặt, sau đó chúng bị hất xới lên bề mặt sau những va chạm với các vật thể khác trong vành đai Kuiper trong thời gian một vài triệu năm.

## Cuộc sống cá nhân
Bà thích đi du lịch và từng làm việc cho tổ chức Hỗ trợ trẻ em ở Nepal, bà cũng thích các sinh hoạt bên ngoài và chơi cello. Bà đã gặp chồng, Ronnie Hoogerwerf, cũng là một nhà thiên văn học, khi họ còn ở Đại học Leiden, Hà Lan.

## Các tiểu hành tinh đã khám phá
Cùng với các đồng nghiệp, giảng sư Lưu đã tìm ra các tiểu hành tinh sau:

## Một số bài báo đã đăng
- Phim tài liệu The Comet's Tale (2007) năm 2007, The Pluto Files năm 2010 và Chasing Pluto năm 2015[14]
- Luu, Jane (2000). "Water ice in 2060 Chiron and its implications for Centaurs and Kuiper Belt objects". Astrophysical Journal. Quyển 531 số 2. D.C. Jewitt and C. Trujillo. tr. L151 – L154. arXiv:astro-ph/0002094. Bibcode:2000ApJ...531L.151L. doi:10.1086/312536. PMID 10688775.

- Luu, Jane (1998). "Deep Imaging of the Kuiper Belt with the Keck 10-Meter Telescope". Astrophysical Journal. Quyển 502. D.C. Jewitt. tr. L91 – L94. Bibcode:1998ApJ...502L..91L. doi:10.1086/311490.

- Luu, Jane (1997). "A New Dynamical Class of Object in the Outer Solar System". Nature. Quyển 387 số 6633. B. Marsden, D.C. Jewitt, C. Trujillo, C. Hegenrother, J. Chen and W. Offutt. tr. 573. Bibcode:1997Natur.387..573L. doi:10.1038/42413.

- Luu, Jane (1996). "Color Diversity among the Centaurs and Kuiper Belt Objects". Astronomical Journal. Quyển 112. D.C. Jewitt. tr. 2310–2318. Bibcode:1996AJ....112.2310L. doi:10.1086/118184.

- Bartusiak, Marcia (tháng 2 năm 1996). "The Remarkable Odyssey of Jane Luu". Astronomy. Quyển 24. tr. 46. Bibcode:1996Ast....24...46B.

- Luu, Jane (1992). "High Resolution Surface Brightness Profiles of Near-Earth Asteroids". Icarus. Quyển 97 số 2. D.C. Jewitt. tr. 276–287. Bibcode:1992Icar...97..276L. doi:10.1016/0019-1035(92)90134-S.

- Luu, Jane (1991). "CCD Photometry and Spectroscopy of Outer Jovian Satellites". Astronomical Journal. Quyển 102. tr. 1213–1225. Bibcode:1991AJ....102.1213L. doi:10.1086/115949.
- Crystalline Ice on Kuiper Belt Object (50000) Quaoar (viết cùng với David Jewitt, số ngày 9 tháng 12 năm 2004 trên Nature)
- The Shape Distribution of Kuiper Belt Objects (viết cùng với Pedro Lacerda, tháng 6 năm 2003)
- Accretion in the Early Kuiper Belt I. Coagulation and Velocity Evolution (viết cùng với Scott J. Kenyon, số tháng 5 năm 1998 trên Astronomical Journal)
- Optical and Infrared Reflectance Spectrum of Kuiper Belt Object 1996 TL66 (viết cùng với D.C. Jewitt, tháng 1 năm 1998)
- NASA Astrophysics Data System publication listing, Danh sách hơn 200 bài báo của Jane Lưu.

## Các giải thưởng
- 1991 Annie J. Cannon Award in Astronomy [15]
- 2012 Giải Shaw về Thiên văn học [16]
- 2012 Giải Kavli về vật lý thiên văn vì "Phát hiện và mô tả vành đai Kuiper và các thành viên lớn nhất của nó, công việc mà dẫn đến một bước tiến lớn trong sự hiểu biết về lịch sử của hệ thống hành tinh của chúng ta."[3]
- Jane Lưu cũng là một thành viên của Viện hàn lâm Khoa học Na Uy[17]